# Mauricio Navas
Mauricio Navas Talero (Bogotá, 18 de septiembre de 1963) es un libretista, director, docente y guionista colombiano.

## Biografía
Nació en Bogotá. Estudió comunicación social en la Universidad Jorge Tadeo Lozano. Al año siguiente de su graduación, fue nombrado Asistente de la Vicerrectoría Académica de la misma universidad y profesor de Redacción de Televisión. Fue docente de Tecnología Educativa por el Departamento de Formación Docente de la Universidad.
En 1988, Mauricio Navas laboró como asistente de Pepe Sánchez en la comedia Romeo y Buseta y en el seriado La Historia de Tita. Fue durante su tiempo como asistente de Sánchez que comenzó su carrera como escritor, al realizar cerca de veinte guiones para la comedia. En 1990 es llamado por RCN Televisión para escribir Azúcar, obra que le representó su primer Premio Simón Bolívar como escritor de libretos.
Desde entonces, tanto Navas como Mauricio Miranda, empiezan a soñar con la realización de una serie sobre periodistas que posteriormente se llamó La Alternativa del Escorpión y que fue la consolidación de Miranda como escritor y de Navas como director. Por esta serie fueron premiados en varias categorías incluyendo Dirección, Libreto y Mejor Seriado del año 1992. Participó en las series María María, en 1993. Serie escrita por Miranda y dirigida por Navas, catalogada también la Serie del Año por los críticos y por las entidades que otorgaron los premios Simón Bolívar, India Catalina y TV y Novelas.
La siguiente realización fue La Otra Mitad del Sol, en 1994 y 1995, diseñada y escrita conjuntamente. Esta serie de nuevo es reconocida como la Serie del Año. En ese momento de su carrera, Navas es galardonado con la Simón Bolívar Fellowship, beca ofrecida por el Consejo Británico que lo llevó a estudiar un Magister of Arts en Dramaturgia de Televisión en la Universidad de Londres, donde se graduó en septiembre de 1998. En Londres diseñó junto a Miranda, La Mujer del Presidente. Al volver a Colombia Navas y Miranda escriben La Mujer del Presidente, serie considerada por la crítica como la mejor en la década del 90.
En 1997 Navas y Miranda escriben Dos Mujeres, telenovela para R.T.I. de 200 capítulos de duración. A mediados de 1999 finalizaron la escritura de la telenovela La Sombra del Arco Iris, en la cual Navas además, se desempeñó como director.